# Янюциемс
Я́нюциемс (латыш. Jāņuciems) — населённый пункт в Аугшдаугавском крае Латвии. Входит в состав Деменской волости. Находится на берегу озера Яновка и реки Яновка. Расстояние до города Даугавпилса составляет около 15 км. По данным на 2015 год, в населённом пункте проживало 62 человека.

## История
В советское время населённый пункт был центром Янюциемского сельсовета Даугавпилсского района. В селе располагался колхоз «Маяк коммунизма».